# Saint-Trivier-de-Courtes
Saint-Trivier-de-Courtes is een gemeente in het Franse departement Ain (regio Auvergne-Rhône-Alpes). De plaats maakt deel uit van het arrondissement Bourg-en-Bresse. Saint-Trivier-de-Courtes telde op 1 januari 2022 1.122 inwoners.
Tussen 1899 en 1938 reed er een stoomtram langsheen de Saône tussen Saint-Trivier-de-Courtes en Trévoux.

## Geografie
De oppervlakte van Saint-Trivier-de-Courtes bedroeg op 1 januari 2022 16,53 vierkante kilometer; de bevolkingsdichtheid was toen 67,9 inwoners per km².
De onderstaande kaart toont de ligging van Saint-Trivier-de-Courtes met de belangrijkste infrastructuur en aangrenzende gemeenten.

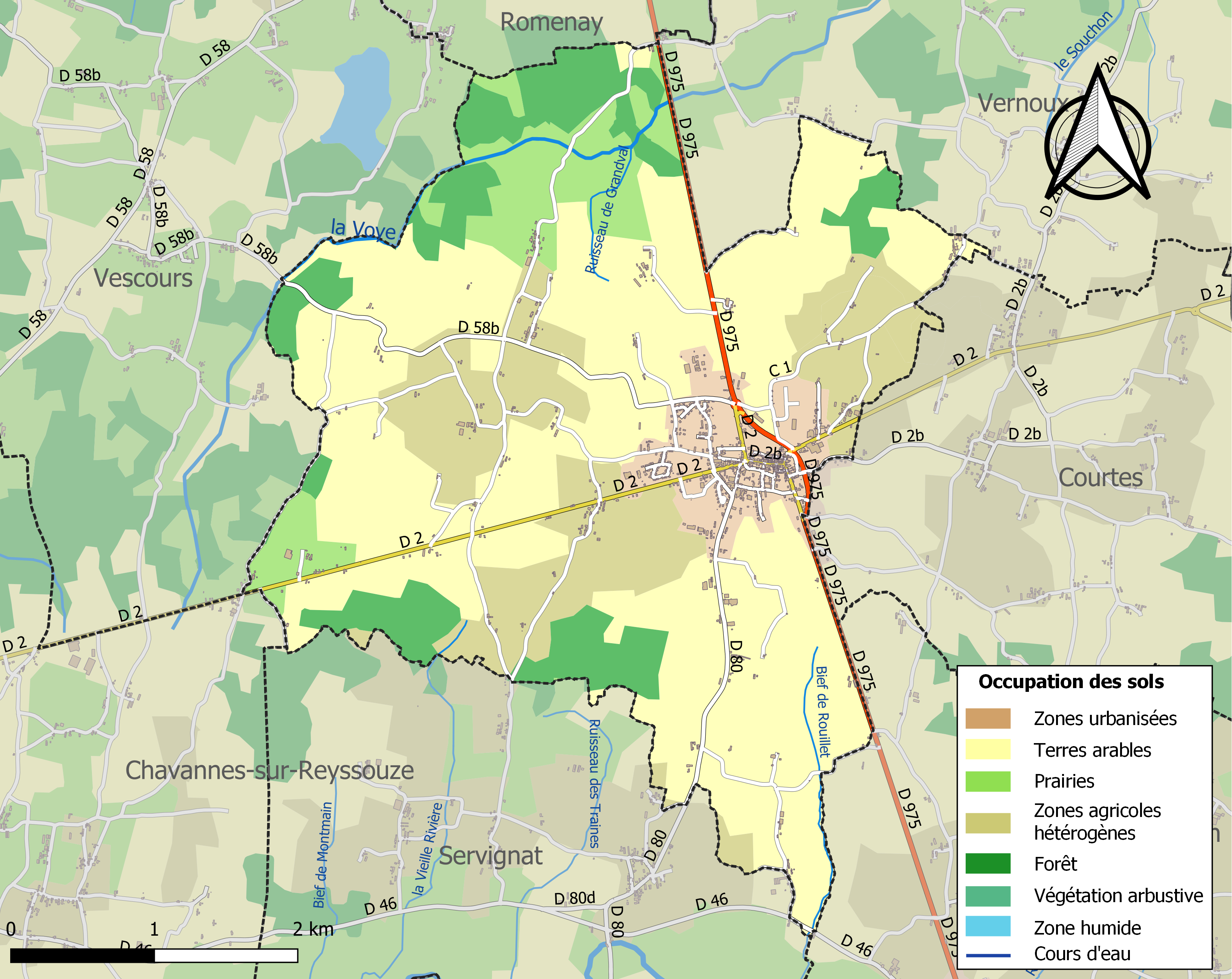

## Demografie
Onderstaande figuur toont het verloop van het inwonertal (bron: INSEE-tellingen).

Vanwege een beveiligingsprobleem met de MediaWiki Graph-software is het momenteel niet mogelijk deze grafiek weer te geven. Zodra de software is bijgewerkt zal de grafiek vanzelf weer zichtbaar worden.